# كليفورد ألين
كليفورد ألين (بالإنجليزية: Clifford Allen)‏ هو محامي وسياسي أمريكي، ولد في 6 يناير 1912 في الولايات المتحدة، وتوفي بنفس المكان في 18 يونيو 1978. حزبياً، نشط في الحزب الديمقراطي. انتخب عضو مجلس ولاية تينيسي وانتخب عضو مجلس النواب الأمريكي.